# Нортенгерское аббатство (фильм, 2007)
«Нортенгерское абба́тство» (англ. Northanger Abbey) — вторая экранизация пародийно-готического романа «Нортенгерское аббатство» англичанки Джейн Остин.

## Сюжет
Юная Кэтрин Морланд едет с соседями в Бат. Там она надеется испытать те же приключения, что выпадают на голову героинь так любимых ею готических романов. Введённая в общество, Кэтрин знакомится с семейством Торп: Изабеллой и Джоном. Джон друг её брата Джеймса, а Изабелла предмет страсти того же. Здесь же девушка встречает красивого молодого человека Генри Тилни и его сестру Элинор, оба они из хорошей семьи. Приглашённая посетить аббатство Тилни — Нортенгер, Кэтрин вскоре понимает, что происхождение и состояние одинаково важны, когда дело доходит до вопросов сердца.

## Актёрский состав
| В ролях              |  | Персонаж          |
| -------------------- |  | ----------------- |
| Джеральдин Джеймс    |  | голос Джейн Остин |
| Фелисити Джонс       |  | Кэтрин Морланд    |
| Джей Джей Филд       |  | Генри Тилни       |
| Лиам Каннингем       |  | генерал Тилни     |
| Кэтрин Уокер         |  | Элинор Тилни      |
| Марк Даймонд         |  | Фредерик Тилни    |
| Кэри Маллиган        |  | Изабелла Торп     |
| Уильям Бек           |  | Джон Торп         |
| Бернадетт Маккенна   |  | миссис Торп       |
| Хью О’Конор          |  | Джеймс Морланд    |
| Джерри О’Брайан      |  | мистер Морланд    |
| Джулия Дирден        |  | миссис Морланд    |
| Сильвестра Ле Тузель |  | миссис Аллен      |
| Десмонд Баррит       |  | мистер Аллен      |